# Christoffer Svensson
 (janvier 2025).
 (octobre 2023).
Christoffer Svensson, né le 16 novembre 1983 à Stockholm, est un acteur suédois.
Il s'est fait remarquer en 2012 dans le rôle de Bengt dans la série télévisée de la Sveriges Television, Snö qui a remporté un immense succès en Suède. Depuis 2014, il fait partie de la compagnie théâtrale Dramatens ensemble (ensemble théâtral du théâtre dramatique royal). Il a joué entre autres dans L'Avare et Les Émigrants d'après Vilhelm Moberg.

## Théâtre
- 1997 : Mio, min Mio : Nonno
- 1999 : Kranes konditori (d'après Cora Sandel) : Pojke
- 2002 : Sopan Sune : Sune
- 2004 : Nancy Viktoria : Limp-Åke
- 2005 : Grodorna : Polarn
- 2005 : På vägen till havet
- 2005 : Våld : Martin
- 2006 : Valerie Jean Solanas ska bli president i Amerika: Paul Morrisey
- 2007 : La Danse de mort (Dödsdansen de Strindberg) : Allan
- 2007 : H2O+NACL+AU=LOVE : Love
- 2008 : Blästrad : Ed
- 2008 : Ubu roi (Kung Ubu d'Alfred Jarry) : Dudinslav
- 2009 : Hantverkarna
- 2011 : Roméo et Juliette (Shakespeare) : Roméo
- 2012 : Rövare (Les Voleurs de Schiller) : Grimm
- 2012 : Dissekering av ett snöfall : Love
- 2013 : Ego
- 2014 : L'Avare (Molière)
- 2014 : Utvandrarna : Robert
- 2014 : La Mouette (de Tchekhov) : Constantin
- 2015 : Skuggland : Erik
- 2015 : Klanen : Daniel
- 2016 : L'Avare : Cléante
- 2017 : Det blåser på månen (The Wind on the Moon d'Eric Linklater) : Teodor
- 2017 : The Nether : Woodnut
- 2018 : Angels in America : Joe
- 2020 : Berusade (Les Enivrés d'Ivan Vyrypaïev)
- 2021 : Den yttersta minuten
- 2022 : Linse Luja (Un tramway nommé désir de Tennessee Williams) : Pablo Gonzales
- 2022 : Galileis liv (Leben des Galilei de Bertold Brecht)

## Télévision
- 2000 Brottsvåg : Mattias Grip
- 2002 Bella bland kryddor och kriminella: Tobias
- 2002 En ö i havet : Sven
- 2002 Skeppsholmen : Daniel
- 2004 Livet enligt Rosa : Magnus
- 2006 Brandvägg (Wallander) : Jonas
- 2006 Virus : Jakobsson
- 2007 Svensson, Svensson : Joakim
- 2012 Snö (Torka aldrig tårar utan handskar) : Bengt

## Cinéma
- 2001 En förälskelse : Magnus
- 2002 Viktor och hans bröder: Jakob
- 2005 Heartbreak Hotel: Mattias
- 2007 Den nya människan : Axel
- 2007 Dödsdansen (La Danse de mort de Strindberg) : Allan
- 2013 : Ego[2] : Pelle
- 2014 En levande själ [Une âme vivante] : le doctorant
- 2014 Åka utför [Ski alpin] (court-métrage, 15 min) : le père de la petite Elin